# Odjaleschi
L'  odjaleschi  est un cépage de Géorgie de raisins noirs.

## Origine et répartition géographique
L' odjaleschi est un cépage de table et de cuve cultivé en Mingrélie, partie occidentale de la Géorgie. Il est un des meilleurs cépages du pays.

## Caractères ampélographiques
- Extrémité du jeune rameau très cotonneux à liseré faiblement carminé.
- Jeunes feuilles duveteuses, vert jaunâtre.
- Feuilles adultes, entières ou à 3 lobes avec des sinus supérieurs marqués, un sinus pétiolaire en V ouvert, des dents ogivales, larges, peu visibles, un limbe duveteux.

## Aptitudes culturales
La maturité est de quatrième époque : 40 jours après le chasselas.

## Potentiel technologique
Les grappes  sont petites à moyennes et les baies sont de taille petite à moyenne. La grappe est cylindro-conique et moyennement compacte. Le cépage est très vigoureux et s'il est conduit à taille longue (appelé Maglari), il est très fertile et il peut produire jusqu'à 30 kg de raisin par cep. À taille courte, on obtient seulement 1,6 kg soit 30 à 35 hl/ha de vin. Il est très sensible à l'oïdium mais assez résistant au mildiou.
Le vin rouge du même nom a une couleur intense et un arôme épicé bien prononcé. Il est assez fruité et il s'améliore avec un vieillissement.

## Synonymes
L'odjaleschi est connu sous les noms de chonouri, mechveliani, odjalèche, odjalechi, odjaleshi, odjelechi, odzhaleshi, ojaleschi, ojaleshi, orjelecchi, schonuri, schonouri, soinouri, svanouri